# Јошева (Уб)
Јошева је насеље у Србији у општини Уб у Колубарском округу. Према попису из 2022. било је 359 становника.

## Демографија
У насељу Јошева живи 379 пунолетних становника, а просечна старост становништва износи 43,7 година (41,3 код мушкараца и 46,2 код жена). У насељу има 158 домаћинстава, а просечан број чланова по домаћинству је 2,88.
Ово насеље је великим делом насељено Србима (према попису из 2002. године), а у последња три пописа, примећен је пад у броју становника.
|  |

| Демографија | Демографија | Демографија |
| Година      | Становника  | Становника  |
| ----------- | ----------- | ----------- |
| 1948.       | 672         |             |
| 1953.       | 666         |             |
| 1961.       | 596         |             |
| 1971.       | 567         |             |
| 1981.       | 524         |             |
| 1991.       | 485         | 482         |
| 2002.       | 455         | 457         |

| Етнички састав према попису из 2002.‍ | Етнички састав према попису из 2002.‍ | Етнички састав према попису из 2002.‍ | Етнички састав према попису из 2002.‍ | Етнички састав према попису из 2002.‍ |
| ------------------------------------ | ------------------------------------ | ------------------------------------ | ------------------------------------ | ------------------------------------ |
|                                      |                                      |                                      |                                      |                                      |
| Срби                                 | Срби                                 |                                      | 453                                  | 99,56%                               |
| Црногорци                            | Црногорци                            |                                      | 2                                    | 0,43%                                |
| непознато                            | непознато                            |                                      | 0                                    | 0,0%                                 |

| Година пописа     | 1948. | 1953. | 1961. | 1971. | 1981. | 1991. | 2002. |
| ----------------- | ----- | ----- | ----- | ----- | ----- | ----- | ----- |
| Број домаћинстава | 121   | 128   | 135   | 150   | 155   | 149   | 158   |

| Број чланова      | 1  | 2  | 3  | 4  | 5  | 6 | 7 | 8 | 9 | 10 и више | Просек |
| ----------------- | -- | -- | -- | -- | -- | - | - | - | - | --------- | ------ |
| Број домаћинстава | 34 | 41 | 28 | 30 | 16 | 8 | 1 | 0 | 0 | 0         | 2,88   |

| Пол    | Укупно | Неожењен/Неудата | Ожењен/Удата | Удовац/Удовица | Разведен/Разведена | Непознато |
| ------ | ------ | ---------------- | ------------ | -------------- | ------------------ | --------- |
| Мушки  | 195    | 48               | 121          | 19             | 7                  | 0         |
| Женски | 198    | 27               | 117          | 49             | 5                  | 0         |
| УКУПНО | 393    | 75               | 238          | 68             | 12                 | 0         |

| Пол    | Укупно                    | Пољопривреда, лов и шумарство | Рибарство                            | Вађење руде и камена | Прерађивачка индустрија       |
| ------ | ------------------------- | ----------------------------- | ------------------------------------ | -------------------- | ----------------------------- |
| Мушки  | 131                       | 93                            | 0                                    | 0                    | 11                            |
| Женски | 77                        | 61                            | 0                                    | 0                    | 4                             |
| УКУПНО | 208                       | 154                           | 0                                    | 0                    | 15                            |
| Пол    | Производња и снабдевање   | Грађевинарство                | Трговина                             | Хотели и ресторани   | Саобраћај, складиштење и везе |
| Мушки  | 4                         | 2                             | 6                                    | 1                    | 4                             |
| Женски | 1                         | 0                             | 1                                    | 1                    | 2                             |
| УКУПНО | 5                         | 2                             | 7                                    | 2                    | 6                             |
| Пол    | Финансијско посредовање   | Некретнине                    | Државна управа и одбрана             | Образовање           | Здравствени и социјални рад   |
| Мушки  | 0                         | 1                             | 4                                    | 1                    | 0                             |
| Женски | 1                         | 0                             | 0                                    | 2                    | 0                             |
| УКУПНО | 1                         | 1                             | 4                                    | 3                    | 0                             |
| Пол    | Остале услужне активности | Приватна домаћинства          | Екстериторијалне организације и тела | Непознато            | Непознато                     |
| Мушки  | 0                         | 0                             | 0                                    | 4                    | 4                             |
| Женски | 0                         | 0                             | 0                                    | 4                    | 4                             |
| УКУПНО | 0                         | 0                             | 0                                    | 8                    | 8                             |